# Sigrid Ulbricht
Sigrid Ulbricht (Klötze, 25 juli 1958) is een atleet uit Duitsland.
Bij de Olympische Zomerspelen 1980 in Moskou werd Ulbricht onder de naam Sigrid Heimann voor Oost-Duitsland zevende bij het onderdeel verspringen.
Het jaar daarop werd ze in 1981 tweede bij de Europese kampioenschappen indoor, waar ze een zilveren medaille behaalde bij het verspringen.

## Privé
De dochter van Ulbricht, Anne Ulbricht, werd een handbal-international, die met HC Leipzig meermaals het landskampioenschap won.

## Persoonlijke records
| Onderdeel   | Resultaat | Jaar |
| ----------- | --------- | ---- |
| verspringen | 6,89 m    | 1981 |

| Onderdeel   | Resultaat | Jaar |
| ----------- | --------- | ---- |
| verspringen | 6,66 m    | 1981 |

- World Athletics: 14350649